# Кічунов Микола Іванович
Микола Іванович Кічу́нов (нар. 9 грудня 1863, Луга — пом. 20 квітня 1942, Ленінград) — радянський вчений в області садівництва, виноградарства і овочівництва. Доктор сільськогосподарських наук з 1934 року, професор з 1920 року.

## Біографія
Народився 27 листопада (9 грудня) 1863 року в місті Луга Санкт-Петербурзької губернії (тепер Ленінградської області Росії). Закінчив Горецьке землеробське училище (тепер Могильовська область, Білорусь), де навчався у М. В. Ритова. У 1884—1886 роках отримав спеціальну освіту на природничому факультеті Гентського університету (Бельгія) і в Потсдамському інституті садівництва (Німеччина).
- У 1887—1889 роках — завідувач Петровицькою школою садівництва (Мінська губернія);
- У 1889—1890 роках викладав у Пензенському училищі садівництва;
- У 1890—1899 роках викладав у Корочанській школі садівництва (Курська губернія), займався облаштуванням земських садових установ в Корочанському повіті;
- У 1898—1901 роках працював на посаді фахівця з садівництва Департаменту землеробства в Харківській губернії. Два роки редагував журнал «Промышленное садоводство и огородничество»;
- У 1901—1904 роках — фахівець із садівництва департаменту землеробства в Санкт-Петербурзі. За дорученням останнього провів обстеження стану плодівництва Київської, Подільської та Чернігівської губерній і городництва під Одесою і Санкт-Петербургом. На основі цієї роботи випустив ряд цінних друкованих праць.
- У 1904—1906 роках редактор журналу «Прогрессивное садоводство и огородничество». Добре володіючи німецькою, французькою та англійською мовами, багато перекладав з цих мов на російську;
- У 1914—1918 роках жив в Москві, завідував центральним складом сухих овочів для армії. До 1917 року був організатором, експертом і головою комітетів Всеросійських та деяких міжнародних виставок з садівництва та городництва.
- Після Жовтневої революції 1917 року працював спеціалістом в Наркомземі РРФСР;
- У 1919—1920 роках був завідувачем кафедри садівництва Тамбовського університету;
- З 1921 по 1929 рік — професор Петроградського сільськогосподарського інституту. Одночасно з 1922 до 1931 року працював вченим фахівцем Всесоюзного інституту прикладної ботаніки і нових культур, де провів роботу зі створення багатих колекцій плодових і овочевих культур і введення їх в культуру СРСР;
- З 1931 по 1941 рік — консультант Всесоюзного інституту рослинництва, а в 1939—1941 роках — професор Ленінградського плодоовочевого інституту[2].

Помер в Ленінграді 20 квітня 1942 року.

## Наукова діяльність
Написав 76 книг і 126 статей по виноградарству, плодівництву, овочівництву, декоративному садівництву. Був прихильником введення в культуру ранніх американських сортів винограду. Серед робіт:
- Цветники и партеры. СПб., 1904;
- Огородный промысел и промышленная ягодная культура под Петроградом. СПб., 1914;
- Культура винограда. — Л., 1924;
- Очерк современного положения промышленного плодоводства в Северной Америке, 1925;
- Капуста. Л., 1926;
- Как внедрить новые сорта растений в садоводстве и огородничестве. М.; Л., 1927;
- Морковь. Л., 1927;
- Розы, 1929;
- Вишня и черешня, 1929;
- Дички и подвои для плодовых деревьев, 1931;
- Прививка и размножение различных грунтовых деревьев и кустарников, 1931;
- К испытанию у нас ранних американских столовых сортов винограда. — Садоводство, 1939, № 1;
- Цветоводство, 1941.

## Відзнаки
- Герой Праці (1924);
- Заслужений діяч науки РРФСР (з 1936 року).

## Вшанування пам'яті
В знак поваги Іван Мічурін назвав один зі своїх кращих сортів троянд «М. І. Кічунов». 
У фондах Бєлгородського державного історико-краєзнавчого музею зберігаються матеріали про Миколу Кічунова: копії фотографій, книга ««Настоящее положение плодоводства и плодоторговли Корочанского уезда Курской губернии», а також журнали ««Курское садоводство, плодоводство и огородничество».